# عزلة حمير (إب)

تعديل مصدري - تعديل

عزلة حمير هي إحدى عزل مديرية القفر في محافظة إب اليمنية ويبلغ تعداد سكانها 8301 نسمة حسب التعداد السكاني في اليمن لعام 2004.